# 胡葆森
胡葆森（1955年—），男，汉族，河南濮阳人，中华人民共和国企业家、第十二届全国人民代表大会河南地区代表。现任河南建业地产股份有限公司董事长以及河南建业足球俱乐部董事长、河南省本源人文公益基金会创始人。毕业于郑州大学英语专业。

## 生平
1979年11月进入中国纺织进出口公司河南分公司工作；1982年7月被派往香港工作。1991年在港创办企业，经营房地产业务；1992年回到河南投资。2013年，担任全国人大代表。
2016年12月23日，郑州大学举行本源教育发展基金捐赠仪式，郑大1976级校友胡葆森向母校捐赠1亿元人民币，设立“本源教育发展基金”。郑州大学将主校区中心体育场命名为“本源体育场”，由胡葆森题写。
2019年7月10日胡葆森透過其間接全資附屬公司河南弘道商務信息咨詢有限公司，以16.5億元人民币收購中國民生投資股份有限公司所持有的天津中民築友科技全部股權，天津中民築友科技持有中民築友智造科技63.5%股權。

## 荣誉
- 2003年 河南省十大杰出慈善家
- 2004年 福布斯中国富豪榜 第92名
- 2010年 郑州楼市年度星光盛典上获评“年度功勋人物”
- 2011年 首届河南经济年度人物